# Infância Clandestina
Infância Clandestina é um filme de drama brasilo-argentino, dirigido por Benjamín Avila e escrito por Marcelo Müller com participações também do diretor, Avila. O filme é o representante da Argentina para a disputa do Oscar 2013 de melhor filme estrangeiro na cerimonia que acontecerá nos Estados Unidos. Foi lançado em 20 de setembro de 2012 na Argentina e 7 de dezembro de 2012 no Brasil. Em 7 de outubro de 2012, o filme estreou no Festival do Rio.

## Sinopse
Em 1979 na Argentina, Juan (Teo Gutiérrez Romero) leva uma vida clandestina, da mesma forma que seu pai (César Troncoso), sua mãe (Natalia Oreiro) e seu querido tio Beto (Ernesto Alterio). Fora do berço familiar ele é conhecido por um outro nome, Ernesto, e precisa manter as aparências pelo bem da família, que luta contra a ditadura militar que governa o país. Tudo corre bem, até ele se apaixonar por Maria, uma colega de escola. Sonhando com vós mais altos ao seu lado, ele passa por cima das rígidas regras familiares para poder ficar mais tempo com ela.

## Produção
O filme é baseado na vida do próprio diretor, Benjamín Ávila. Ainda na infância, o diretor viveu um drama em seu país de origem. Filho de guerrilheiros de esquerda (montoneros), ele viveu no exílio com a mãe e, ao retornarem ao país, em 1979, na tentativa de derrubar a ditadura militar da Argentina, a mãe acabou sendo presa e morta.
Marcelo Müller diz que acredita nos roteiros argentinos com bons olhos porque são feitos com maior cuidado do que no Brasil. “Aqui, quando você pede permissão para captar recursos com empresas, entrega para a Ancine somente um rascunho do que vai fazer. Lá, o governo te empresta o dinheiro, então eles são mais exigentes na hora de aprovar um projeto. É uma espécie de concurso de roteiro”, explica.